# Seuilly
Seuilly ist eine französische Gemeinde mit 392 Einwohnern (Stand: 1. Januar 2022) im Département Indre-et-Loire in der Region Centre-Val de Loire. Sie gehört zum Arrondissement Chinon und zum Kanton Chinon. Die Einwohner werden Sullaciens genannt.

## Geographie
Seuilly liegt etwa sieben Kilometer südwestlich von Chinon. An der östlichen Gemeindegrenze verläuft der Fluss Négron. Umgeben wird Seuilly von den Nachbargemeinden Cinais im Norden, La Roche-Clermault im Osten und Nordosten, Marçay im Osten und Südosten, Beuxes im Süden und Südosten, Vézières im Süden und Südwesten, Lerné im Westen sowie Thizay im Nordwesten.

## Bevölkerungsentwicklung
| 1962                      | 1968 | 1975 | 1982 | 1990 | 1999 | 2006 | 2014 |
| ------------------------- | ---- | ---- | ---- | ---- | ---- | ---- | ---- |
| 404                       | 358  | 331  | 338  | 366  | 369  | 370  | 353  |
| Quelle: Cassini und INSEE |      |      |      |      |      |      |      |

## Sehenswürdigkeiten
- Priorat von Seuilly (auch: Abtei Seuilly), 1100 begründet, 1736 geschlossen, seit 1948 Monument historique
- Museum François Rabelais in La Devinière, dem vermuteten Geburtsort
- Burg Le Coudray-Montpensier
- Schloss Chavigny, 1638 bis 1646 erbaut

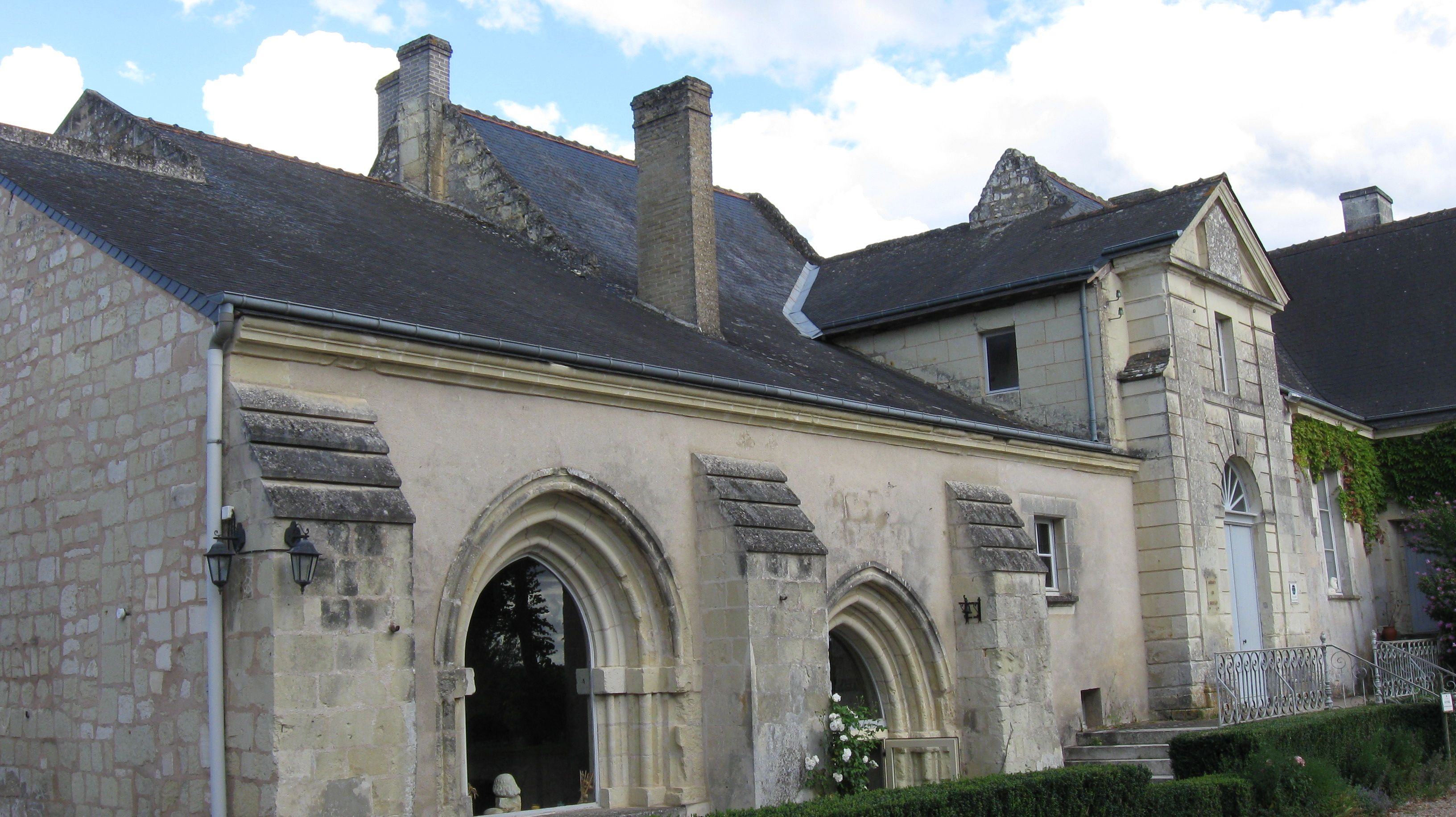
Abtei Seuilly
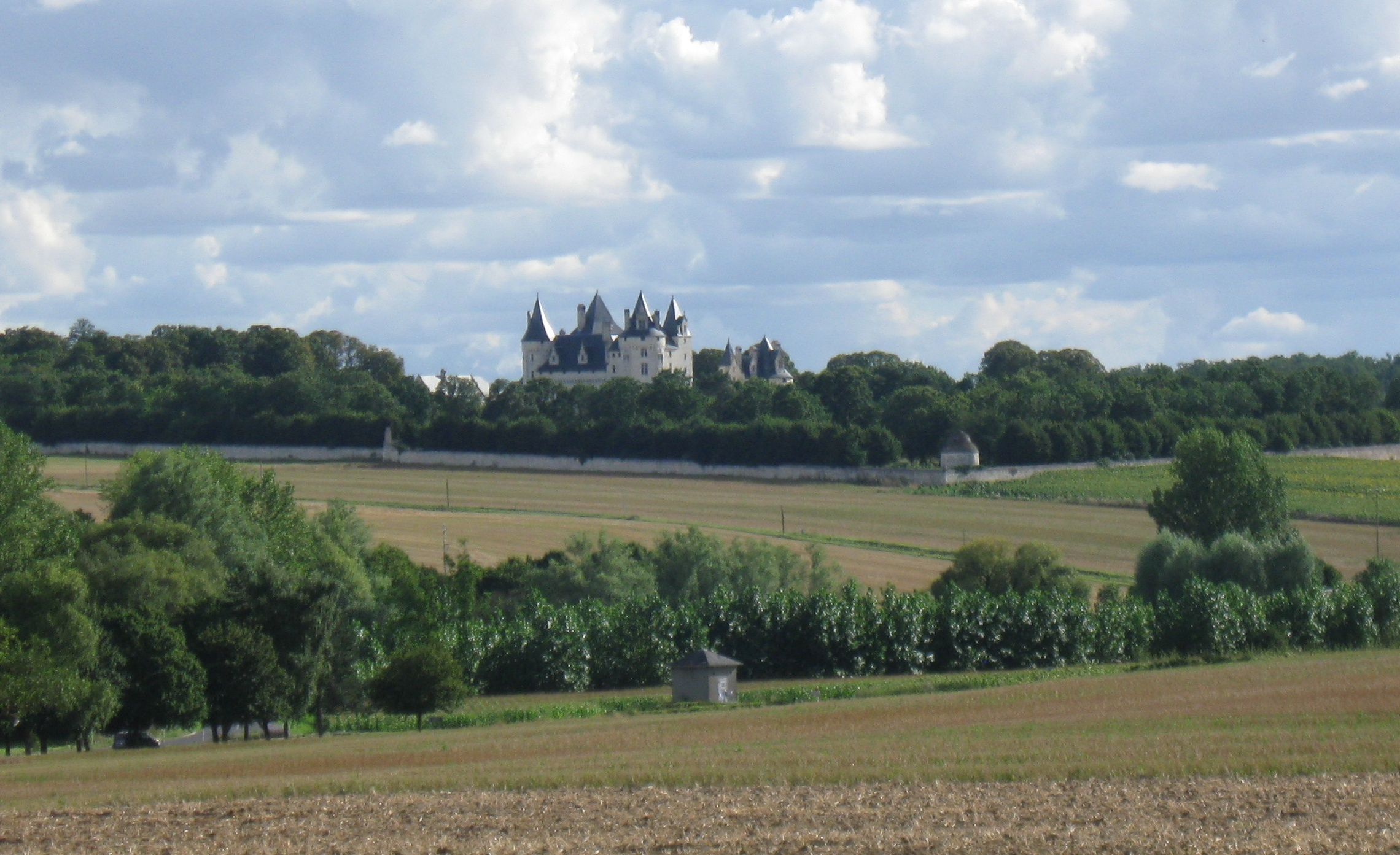
Le Coudray-Montpensier
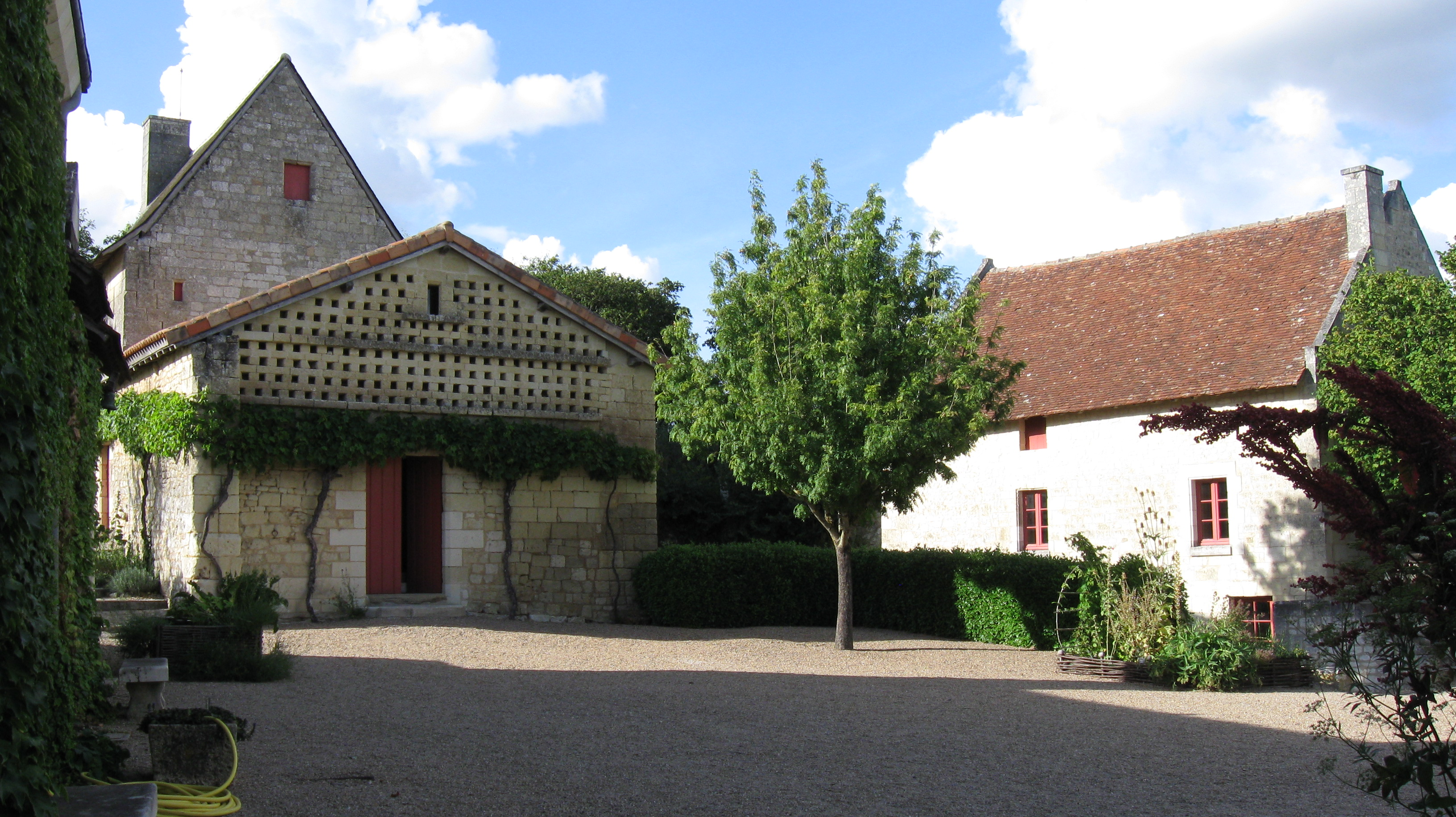
Museum Rabelais